# 1917 (電影)
是一部2019年英國和美國合拍的戰爭片，由山姆·曼德斯執導並與克莉絲蒂·威爾森-克倫斯共同撰寫劇本，故事主要描述兩名年輕的英國陸軍士兵在第一次世界大戰期間擔任傳令兵並冒著槍林彈雨，传达重要情报从而阻止友军落入德军圈套。電影主演包括喬治·麥凱、迪恩-查爾斯·查普曼、馬克·史壯、安德魯·史考特、理察·麥登、克萊兒·杜伯克、柯林·佛斯及班奈狄克·康柏拜區。
本片的部份內容是根據曼德斯的祖父阿爾弗雷德·曼德斯向他透露的。《1917》由環球影業定於2019年12月25日在美國上映，而英國則於2020年1月10日上映。
《1917》在第77屆金球獎上获得3项提名，贏得最佳戲劇類影片和最佳導演。在第73届英国电影学院奖上提名了9个奖项，成功夺下7个奖项包括最佳电影，最佳英国电影和最佳导演。本片還得到第92屆奧斯卡金像獎的10項提名，最終獲得最佳視效、音效及攝影獎。

## 劇情
1917年4月，第一次世界大戰激戰正酣。在西方戰線，德軍撤出法國北部的一個戰略據點。英國陸軍史考菲准下士和布雷克准下士行經駐滿疲憊官兵的戰壕到艾林摩爾將軍處聽取任務簡報：據空中偵察部門情報，德軍並未撤離，而是戰略性地後撤到新修建的興登堡防線，準備利用大砲對英軍展開壓倒性襲擊。由於戰地電話被切斷，史考菲和布雷克需要人手將要求中斷進攻計劃的信件轉交給派駐克魯瓦西耶森林的德文郡團第2營，否則展開貿然進攻會造成1600人喪生，布雷克的哥哥約瑟夫·布雷克中尉就在進攻部隊當中。
出發後，史考菲和布雷克穿越無人區，經過滿布屍體的泥濘和彈坑，進入到已經空無一人的德軍戰壕。在戰壕的地道中，一隻老鼠碰到了引線，造成埋藏好的炸藥爆炸。爆炸造成洞穴塌方，土方石掩埋了史考菲。幸虧布雷克徒手將他挖出來，把他拉出地窖，他才逃過一劫。之後，他們來到一處種了不少櫻桃樹的廢棄農舍，目擊到兩架英軍飛機與一架德軍飛機在纏鬥，德軍飛機被擊落後，正好砸中了農舍。兩人一起將飛行員從著火的駕駛艙中拉起出來后，史考菲說應該一槍打死他，但布雷克要他去給德軍飛行員打水喝。史考菲拿著鋼盔去附近的水井打水，轉身就看到德軍飛行員用刀刺傷布雷克，史考菲緊要關頭開槍擊殺德軍飛行員。失血過多的布雷克臨終前囑託史考菲要完成任務、並代為寄信給布雷克的母親。
之後，路過的英軍部隊將史考菲接走，途經需要眾人下來推車的泥濘後，車隊在一座被炸塌到水溝中的鐵橋旁停下，這就是埃庫聖曼村。沒時間跟著車隊繞路過橋的史考菲決定下車，踩著橋樑露出水面的鋼架，此時埋伏在橋附近的德軍狙擊手看到他，接連開了幾槍。史考菲艱難渡河後，躲到一堵墻後，邊躲邊開槍，最後衝入了樓內開槍打死了狙擊手，同時因閃避狙擊手的槍擊時摔下樓梯，後腦受創而昏迷。
史考菲醒來後已經是晚上，德軍正在進犯已化為廢墟的城鎮。被一名德軍士兵追擊的過程中，史考菲無意中躲進了一處地窖，遇到了一名法國女性，她替史考菲療傷，後續發現地窖中還有一名女嬰，是這位法國女性撿到的，史考菲則是把身上所有的食品罐頭，還有之前在農場上裝的牛奶給了這名女子和女嬰。儘管法國女子想留下他，但史考菲繼續趕路，途中又被一名德軍士兵發現，他勒死對方後又被一名酒醉的德軍發現而追殺，他情急之下跳入湍流之中，落下瀑布，漂流到擱淺了一批屍體的岸邊。
清晨上岸後的史考菲循英語歌聲找到了第2營，發現離後者發起進攻已經不遠了。由於沒能阻止第2營發起首輪攻勢，史考菲爬出迂迴的戰壕在戰場飛奔，身旁衝鋒的英國步兵們敵不過德軍的大砲，紛紛倒在地上。最終，他找到了第2營營長麥肯錫上校，麥肯錫讀完指令停止進攻。
之後，史考菲找到了布雷克的哥哥約瑟夫，約瑟夫參與了第一波進攻，但是沒有受傷，正在負責指揮傷員的搬運。史考菲向他告知布雷克的死訊，約瑟夫聽罷非常悲痛，不過也感謝史考菲的努力。史考菲說想要寫信给布雷克的母親，告诉她兒子的英勇事跡，約瑟夫同意了。史考菲走向附近的一棵樹，坐在樹下休息。他拿出隨身攜帶的日記本，拿出了夾在裡面的照片，照片上是他的兩個小女兒和妻子，她們正等他回家。

## 演員
（英語名稱依片尾名單紀載，但具體軍階根據片中制服階級章或稱謂記載）
- 喬治·麥凱 飾 史考菲准下士（Lance Corporal Will Schofield）
- 迪恩-查爾斯·查普曼 飾 布雷克准下士（Lance Corporal Tom Blake）
- 馬克·史壯 飾 史密斯上尉（Captain Smith）
- 安德魯·史考特 飾 萊斯利中尉（Lieutenant Leslie）
- 理察·麥登 飾 布雷克中尉（Lieutenant JosephBlake）
- 克萊兒·杜伯克（Claire Duburcq） 飾 勞莉（Lauri）
- 柯林·佛斯 飾 艾林摩爾將軍（General Erinmore）
- 班奈狄克·康柏拜區 飾 麥肯錫上校（Colonel Mackenzie）
- 丹尼爾·梅斯（英语：Daniel Mays） 飾 桑德斯中士（Sergeant Sanders）
- 艾德里恩·史科柏洛（英语：Adrian Scarborough） 飾 赫本少校（Major Hepburn）
- 傑米·帕克（英语：Jamie Parker） 飾 理查茲中尉（Lieutenant Richards）
- 納布罕·里茲萬（Nabhaan Rizwan） 飾 強德拉（Sepoy Jondalar）， 印度兵（英语：Indian Army during World War I）

## 製作
2018年6月，安培林有限公司宣布將收購由山姆·曼德斯執導並與克莉絲蒂·威爾森-克倫斯共同撰寫劇本的一戰電影《1917》。2018年9月，據報導，汤姆·赫兰德正在會談出演該片。10月，據報導，羅傑·狄金斯將再度與曼德斯合作，以擔任《1917》的攝影指導。喬治·麥凱和迪恩-查爾斯·查普曼在同月加入出演會談。湯瑪斯·紐曼於2019年3月被聘來為該片的配樂作曲。同於2019年3月，班奈狄克·康柏拜區、柯林·佛斯、馬克·史壯、理察·麥登、安德魯·史考特、丹尼爾·梅斯、艾德里恩·史科柏洛、傑米·帕克、納布罕·里茲萬（Nabhaan Rizwan）及克萊兒·杜伯克（Claire Duburcq）加入了電影的演出陣容。

### 拍攝
主要拍攝於2019年4月1日開始，一直持續到2019年6月，取景地包括威爾特郡、格倫科高地和蘇格蘭加文，以及謝珀頓製片廠。保護主義者計劃於劇組在索爾茲伯里平原拍攝時表示關注，他們認為製作作業可能會擾亂該地區潛在未被發現的古蹟，因此他們在劇組拍攝前對該領地進行調查。
2019年6月，劇組人員在蒂斯河的蒂斯代爾四處放置的零散屍體（假肢）驚動到了其他遊客，為此在附近設置了公告。
該片使用了長鏡頭手法來拍攝，並精心架設了用於移動的攝影機鏡頭，以達到一鏡到底的效果。

## 發行
《1917》在美國由環球影業定於2019年12月25日上映，並由eOne排定於2020年1月10日在英國上映。

## 迴響

### 評價
該片在爛番茄網站上根據400篇評論而持有89%的新鮮度，平均得分8.35／10，觀眾投票獲得88%的分數，平均得分為4.41／5。而在Metacritic上則獲得78分的「普遍好評」。

### 票房
北美收入1.592亿美元，其他地区2.257亿美元，全球累计3.849亿美元。
中国大陆获得6897.8万人民币。
| 上一届： 《STAR WARS：天行者的崛起》 | 2020年美國週末票房冠軍 第2週   | 下一届： 《絕地戰警FOR LIFE》       |
| 上一届： 《白頭山：半島浩劫》        | 2020年香港一週票房冠軍 第2-3週 | 下一届： 《乜代宗師》               |
| 上一届： 《絕地戰警FOR LIFE》        | 2020年台北週末票房冠軍 第5週   | 下一届： 《猛禽小隊：小丑女大解放》 |

## 備註
1. ↑  儘管該角色於片尾名單的稱謂為「Colonel」，然而其在片中身著之制服袖章實為中校，即一個皇冠配一個巴斯之星（Bath Star）[8]。相關片段可見諸於本片發行商環球影業釋出的片段中[9]。

## 外部連結
- 互联网电影数据库（IMDb）上《1917》的资料（英文）
- 豆瓣电影上《1917》的資料 （简体中文）